# 山通村 (新潟県中蒲原郡)
山通村（やまどおりむら）は、かつて新潟県中蒲原郡にあった村。1901年11月1日の新設合併によって消滅し、現在は新潟市江南区の一部となっている。
以下の記述は合併直前当時の旧山通村に関しての記述であり、現在では名称等が異なる場合がある。なお、ここに記述されていない内容に関しては新潟市などの記事を参照。

## 沿革
- 1889年（明治22年）4月1日 - 町村制施行に伴い中蒲原郡西山新田、茗荷谷新田、丸山新田、北山新田が合併し、山通村が発足。
- 1901年（明治34年）11月1日 - 中蒲原郡山岡村、大淵村、江口村と合併し、大江山村となり消滅。

## 地域
山通村は、合併した村名を継承する以下の大字で構成される。
西山（にしやま）

1889年（明治22年）まであった西山新田の区域。現在の新潟市江南区西山。
茗荷谷（みょうがだに）
1889年（明治22年）まであった茗荷谷新田の区域。現在の新潟市江南区茗荷谷。
丸山（まるやま）

1889年（明治22年）まであった丸山新田の区域。現在の新潟市江南区丸山。
北山（きたやま）
1889年（明治22年）まであった北山新田の区域。現在の新潟市江南区北山。